# Pan-arabismo

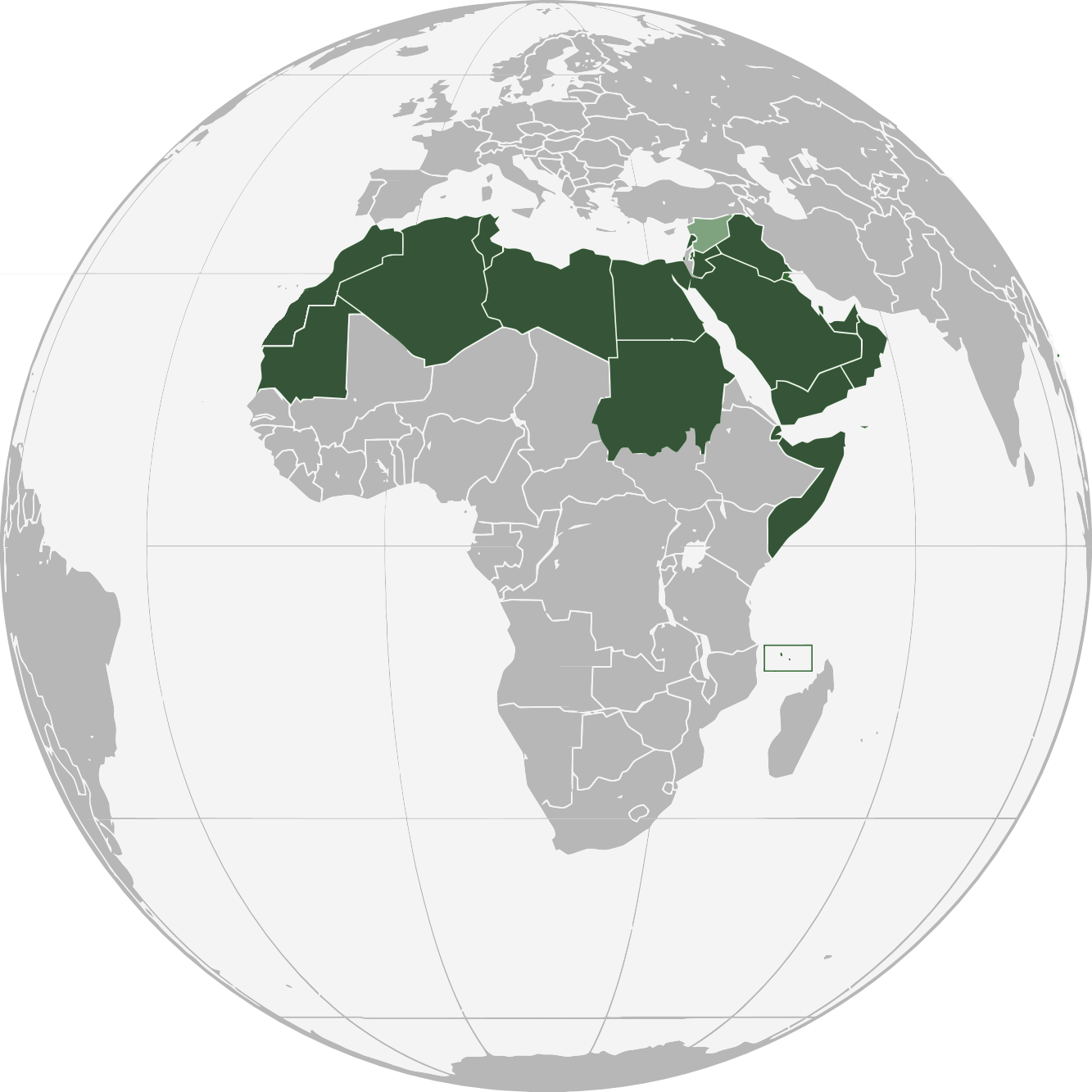
Países e territórios da Liga Árabe

O Pan-arabismo é um movimento político tendente a reunir os países de língua árabe e de civilização árabe numa grande comunidade de interesses. É um movimento para unificação entre as populações e nações árabes do Oriente Médio. Possui estreita vinculação com o nacionalismo árabe. Baseado em preceitos nacionalistas, seculares e estatizantes. Opôs-se ao colonialismo e à política ocidental de envolvimento no mundo árabe.
Cumpre destacar que suas origens podem ser encontradas desde o início da história contemporânea do Oriente Médio, com o desmembramento do Império Otomano ao final da Primeira Guerra Mundial. Assim, passando-se pela posterior criação da Liga Árabe, em 1945, chega-se ao Nasserismo, movimento político populista, laico, modernizador e vagamente "socialista".
Com a conquista do poder na Síria, em 1961, e no Iraque, em 1963, o Partido Baas (Partido Pan-Árabe Socialista), reformista, modernizador, pan-árabe, que pregava a unificação dos Estados árabes, passa a competir com o Nasserismo, suplantando-o, gradativamente, como alternativa mais consistente, tanto em termos ideológicos como programáticos.